# ハンドボールハンガリー女子代表
ハンドボールハンガリー女子代表は、ハンガリーハンドボール連盟(MKSZ)によって編成されるハンガリーの女子ハンドボールナショナルチームである。欧州ハンドボール連盟(EHF)に所属する。

## 成績

### オリンピック
- 1976年 - 3位
- 1980年 - 4位
- 1996年 - 3位
- 2000年 - 2位
- 2004年 - 5位
- 2008年 - 4位

### 世界選手権
- 1957年：2位
- 1962年：5位
- 1965年：優勝
- 1971年：3位
- 1973年：4位
- 1975年：3位
- 1978年：3位
- 1982年：2位
- 1986年：8位
- 1990年：予選敗退
- 1993年：7位
- 1995年：2位
- 1997年：9位
- 1999年：5位
- 2001年：6位
- 2003年：2位
- 2005年：3位
- 2007年：8位
- 2009年：9位
- 2011年：予選敗退
- 2013年：

### 欧州選手権
- 1994年：4位
- 1996年：10位
- 1998年：3位
- 2000年：優勝
- 2002年：5位
- 2004年：3位
- 2006年：5位
- 2008年：8位
- 2010年：10位
- 2012年：